# St. Ulrich (Mühlthal)

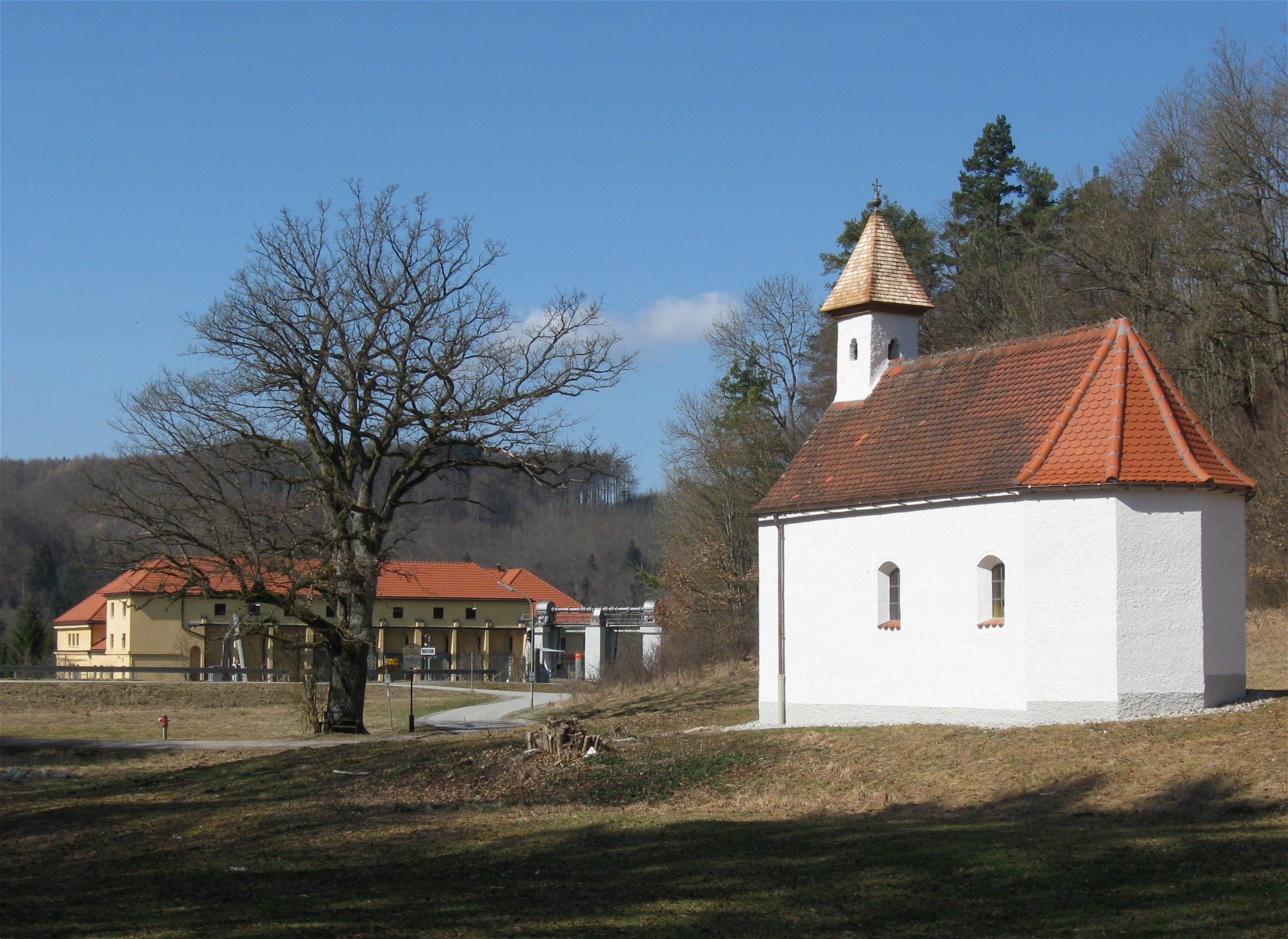
Kapelle St. Ulrich, im Hintergrund das Wasserkraftwerk Mühltal

Die katholische Kapelle St. Ulrich in Mühlthal, einem Gemeindeteil von Straßlach-Dingharting im oberbayerischen Landkreis München, wurde vermutlich 1617 errichtet. Die dem heiligen Ulrich geweihte Kapelle mit der Adresse Mühlthal 9 ist ein geschütztes Baudenkmal.
Die Kapelle wurde im Auftrag von Leonhard Klotz, von 1591 bis 1619 Abt des Klosters Schäftlarn, erbaut.
Der einschiffige Putzbau mit sechsseitigem Chorschluss besitzt einen Dachreiter mit Zeltdach. An der Stichkappentonne sind erneuerte Malereien mit floralen Motiven zu sehen.
Der Altar mit Gemälden Herz Jesu und Herz Mariä stammt aus der Mitte des 17. Jahrhunderts.